# Денщиков, Владимир Анатольевич
Владимир Анатольевич Денщиков (укр. Володимир Анатолійович Денщиков; 1 июля 1952, Киев — 21 апреля 2022) — советский, украинский и российский актёр и художник, народный артист Украины, заслуженный деятель искусств Автономной Республики Крым (2009), почётный академик Крымской академии наук, профессор.

## Биографические сведения
Родился 1 июля 1952 года в Киеве в семье учёных.
Окончил Киевский театральный институт им. Карпенко-Карого по специальности «артист драматического театра и кино».
С 1975 по 2007 год работал артистом, позже режиссёром и художником-постановщиком Крымского академического русского театра им. М. Горького. Преподавал в Университете культуры Симферополя актёрское искусство, режиссуру и сценографию. В актёрском списке — более ста ролей. Любимые — царь Фёдор, Эзоп и Мышлаевский, герой пьесы «Дни Турбиных».
Лауреат премии АР Крым 2009 года в номинации «искусство».
После присоединения Крыма к России принял российское гражданство, продолжал работу по созданию льняных произведений в Крыму.
Скончался 21 апреля 2022 года.

## Творчество
После перенесённого инсульта для восстановления организма занялся вязанием и плетением. Авторская техника ручного узелкового плетения или вязание-коллажа с использованием льняной нити и нескольких видов «рукотворной ткани», созданной из той же нити. В одном произведении, в зависимости от размера, насчитывается от 1 до 15 млн узелков, завязанных вручную. С их помощью Денщиков создавал одеяния «святых».
Произведения хранятся в частных коллекциях на Украине, в России, Чехии, Венгрии, Германии и США. В июле 2010 года икона «Умиление» была принесена в дар Святейшему Патриарху Московскому и Всея Руси Кириллу. В мае 2011 года икона «Святой Благоверный князь Владимир» вручена Блаженнейшему Митрополиту Киевскому и Всея Украины Владимиру.

## Фильмография
На протяжении театральной карьеры изредка появлялся в эпизодических ролях в кино:
1. 1971 — Червона рута — эпизод (нет в титрах)
2. 1973 — Будни уголовного розыска — эпизод (нет в титрах)
3. 1973 — Как закалялась сталь — Денщиков
4. 1974 — Юркины рассветы — Семечкин
5. 1984 — Прелюдия судьбы — эпизод (нет в титрах)
6. 2000 — Два товарища — эпизод
7. 2007 — Бегущая по волнам — эпизод

## Семья
- жена - Малыгина, Наталья Яковлевна, актриса,  Народный артист Украины (1990).

## Награды
- «Звезда славы и почёта» Симферопольского городского совета[8]
- Лауреат Премии Автономной Республики Крым
- Кавалер Ордена Святого Равноапостольного Князя Владимира
- Почётный академик «Крымской академии наук», профессор
- Народный артист Украины
- Почётная грамота Президиума Верховной Рады Автономной Республики Крым (23 марта 2000 года) — за личный вклад в развитие театрального искусства,  высокое профессиональное мастерство, активное участие в создании спектакля «Они были актёрами», посвящённого увековечению памяти героического подвига работников Крымского областного драматического театра им. М. Горького и 55-й годовщине Победы советского народа в Великой Отечественной войне[9]
- Заслуженный деятель искусств Автономной Республики Крым (4 февраля 2009 года) — за значительный личный вклад в развитие культуры и искусства в Автономной Республике Крым, многолетний добросовестный труд, высокий профессионализм[10]
- Орден преподобного Андрея Рублева III степени (2012 год, Русская Православная Церковь)[11]
- Кавалер Ордена «За заслуги» III степени (24 августа 2012 года) — за значительный личный вклад в социально-экономическое, научно-техническое, культурно-образовательное развитие Украинского государства, весомые трудовые достижения, многолетний добросовестный труд и по случаю 21-й годовщины независимости Украины[12]
- Благодарность Президента Российской Федерации (3 марта 2016 года) — за заслуги в развитии культуры, средств массовой информации и многолетнюю плодотворную деятельность[13]
- Медаль «За доблестный труд» (28 июня 2017 года, Республика Крым, Россия) — за значительный личный вклад в сохранение и развитие русской православной культуры, популяризацию народного художественного промысла в Республике Крым, высокое профессиональное мастерство и в связи с 65-летием со дня рождения[14]